# Sacsayhuamán

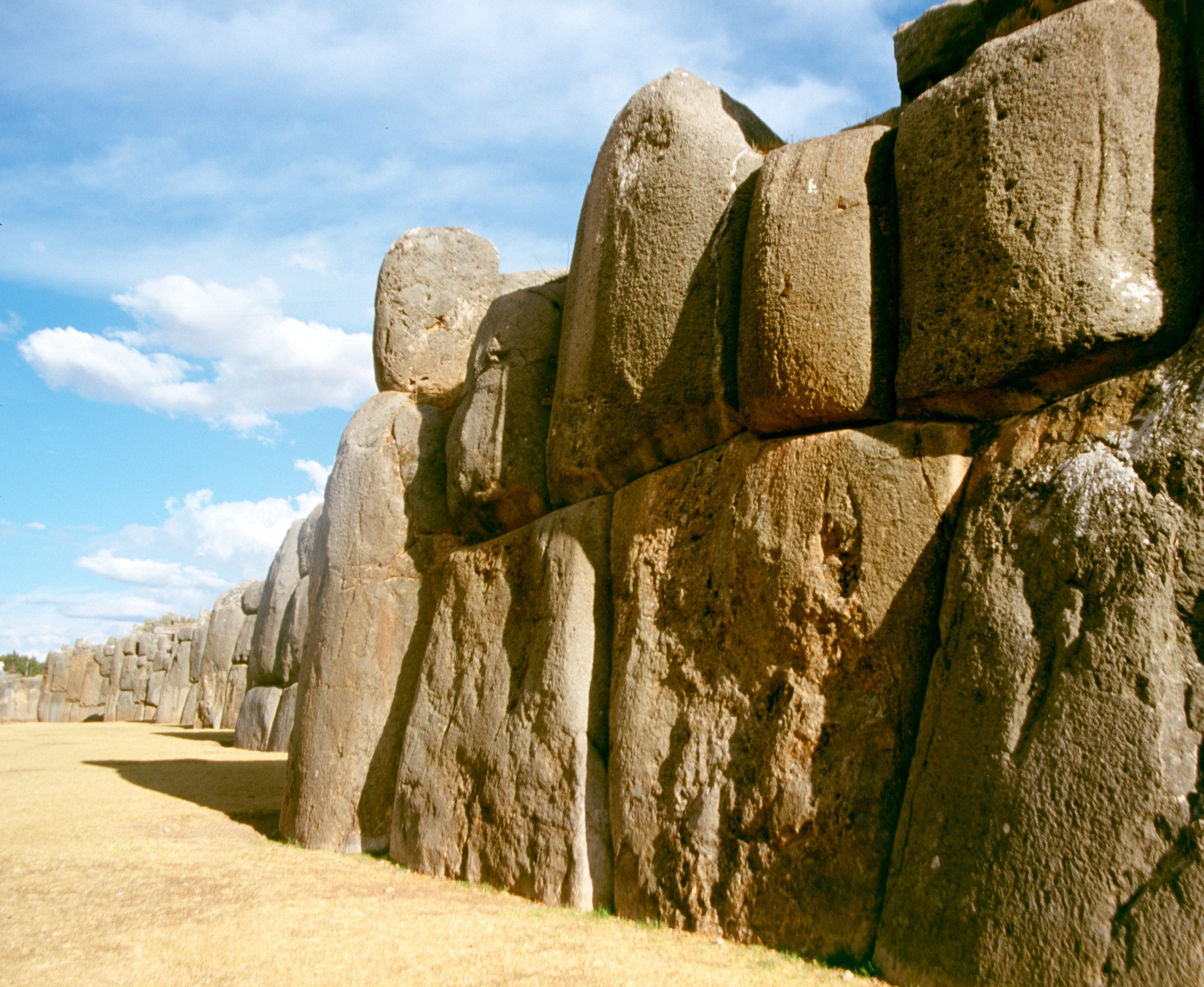
detail

Sacsayhuamán, of Saqsaywaman, is een archeologische locatie ten noorden van de stad Cuzco in Peru. 
Een nominatie tot opname op de werelderfgoedlijst wordt door UNESCO overwogen.

## Etymologie
Het woord Saqsaywaman betekent in het Quechua Doorvoede Valk. 

## Beschrijving
Deze plek ligt op ongeveer 3500 meter boven zeeniveau en kan vanuit Cuzco te voet (na een steile klim) bereikt worden. Het gebied is 3094 hectare groot. In de tijd van de Inca's bevond zich op het plateau boven de drie nog bestaande terrassen een groot complex met als middelpunt een vier of vijf verdiepingen hoge toren. De gebouwen boden ruimte aan 5000 personen.
Waarschijnlijk is het gevormd als het hoofd van de poema, waarvan de stad Cuzco het lichaam representeerde.

## Bouwers
De Spaanse conquistadores geloofden bij hun aankomst in het gebied niet dat de lokale Inca-bevolking in staat was om een dergelijk bouwwerk te maken, en ze meenden dat het het werk was van demonen of van boze geesten. Er ontstonden racistisch geïnspireerde theorieën dat de Inca’s niet in staat waren om Sacsayhuamán te bouwen en dat het gemaakt is door buitenaardse wezens.
In werkelijkheid waren de Inca’s in staat tot het maken van dit soort bouwwerken. In Sacsayhuamán is goed zichtbaar hoe zij hun steden en forten bestand maakten tegen de aardbevingen die in het gebied regelmatig voorkwamen. Zij bereikten dit door de stenen perfect te laten aansluiten, en door de zijkanten van ondergelegen stenen niet in het midden van daarboven gelegen stenen te laten uitkomen. Dat de stenen perfect aansloten is nog merkbaar: daar waar de oorspronkelijke bebouwing bewaard is gebleven is tussen de naden haast geen enkele begroeiing te vinden, terwijl er in de naden van later gerestaureerde delen plantengroei waarneembaar is. Waarschijnlijk sleepten de Inca’s elke volgende steen tot tegen de steen waar hij tegenaan zou komen te liggen, waarna ze de vorm van de steen die er al lag minutieus uithakten in de nieuw te leggen steen. Zo kwam elke nieuwe steen perfect aan te sluiten.

De enorme stenen van Sacsayhuamán, sommigen wegen 70 ton, kwamen uit een groeve genaamd Sisicancha, op 3 kilometer afstand. Tussen Sacsayhuamán en Sisicancha kunnen nog stenen gevonden worden die tijdens het transport werden achtergelaten.
Volgens de overlevering werd de bouw van Sacsayhuamán omstreeks 1508 voltooid. Tussen de 20.000 en 30.000 mankrachten hadden er 60 jaar aan gewerkt.

## Functie

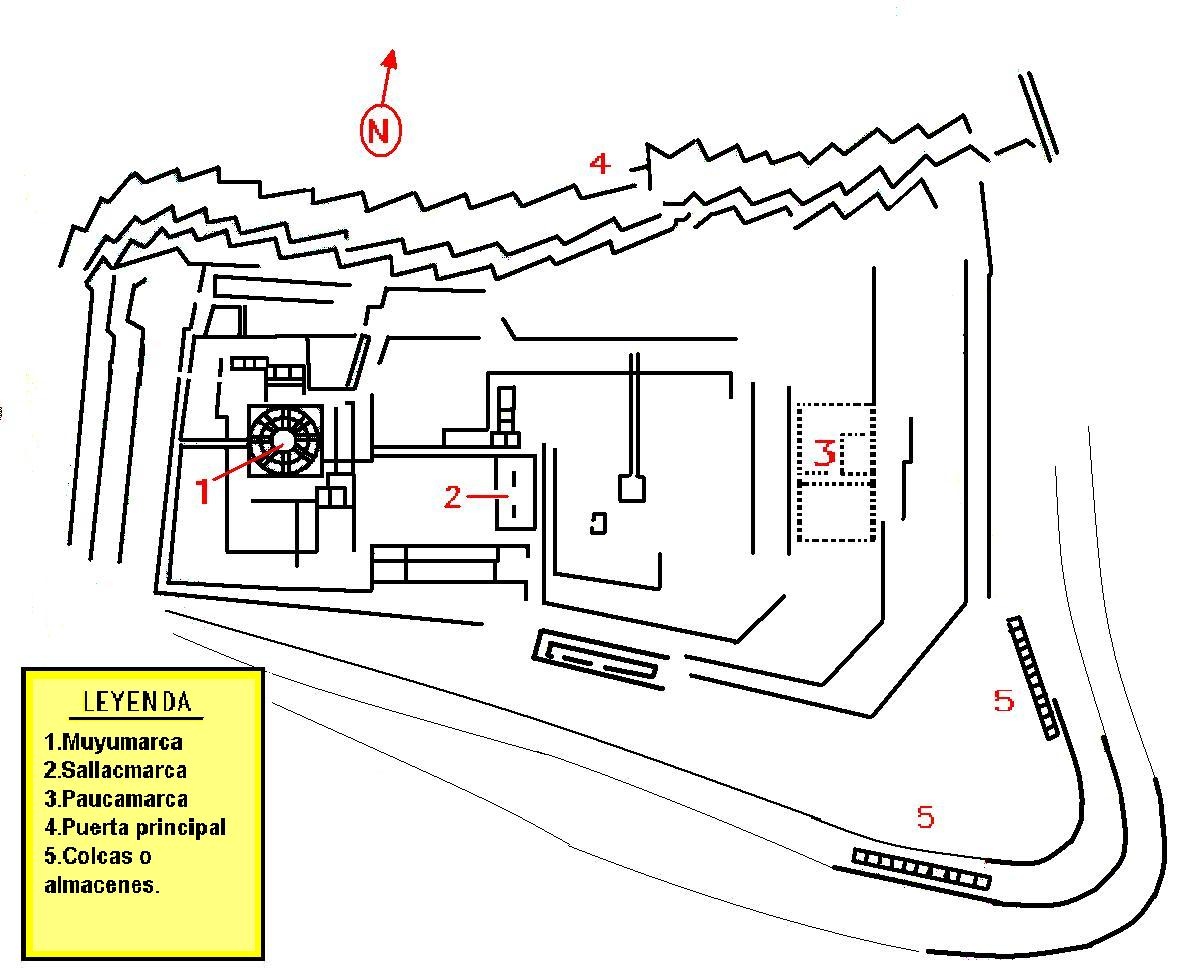
Plattegrond van Sacsayhuamán.

Zoals bij meer Inca-bouwwerken het geval is, is ook van Sacsayhuamán niet precies bekend waar het voor diende. Over dat er geen sprake is van een stad bestaat overeenstemming onder onderzoekers. Lang werd aangenomen dat het een fort was, waar soldaten getraind werden. De architectuur doet vermoeden dat het ging om een religieus bouwwerk, dat diende om de zonnegod (Inti) te vereren. Deze laatste hypothese werd kracht bijgezet toen in 1982 in Sacsayhuamán de graven van enkele priesters werden ontdekt. Men meende dat priesters eerder in een tempel dan in een fort begraven werden, en dat Sacsayhuamán waarschijnlijk een tempel is geweest. Het complex fungeerde tevens als magazijn.
In 2007 werd door archeologen een tempel ontdekt en in 2008 een weg, een aquaductsysteem en een andere tempel (250 vierkante meter), waarin mogelijk idolen of mummies werden bewaard.

## Vernietiging
De vernietiging van Sacsayhuamán was geen gevolg van een belegering, maar van een 400 jaar durende verwaarlozing. Vanaf het moment dat Cuzco in Spaanse handen kwam, werden er stenen weggenomen om huizen in de stad te bouwen. In de muren van de kathedraal van Cuzco zijn veel stenen uit Sacsayhuamán verwerkt. Tot in de jaren dertig van de twintigste eeuw was het mogelijk om tegen een kleine betaling stenen uit Sacsayhuamán te gebruiken voor woningbouw.

## Toerisme
Doordat Sacsayhuamán vanuit Cuzco eenvoudig bereikbaar is, wordt de site jaarlijks door vele toeristen bezocht. Uit fonetische overwegingen heeft de site onder hen de bijnaam Sexy Woman gekregen. 

## Feest
Het hoogtepunt van het jaar is het jaarlijkse feest van Inti Raymi, het zonnewendefeest dat op 24 juni wordt gevierd. De plaatselijke bevolking trekt dan in kleurrijke vermommingen naar Sacsayhuamán waar men danst en waar jongens de meisjes het hof maken, daarmee een traditie van de Inca’s volgend. Vele huwelijken in Cuzco vonden aldus hun wortels in Sacsayhuamán.

## Beleg van Cuzco in 1536
Sacsayhuamán speelde een cruciale rol tijdens het beleg van Cuzco in 1536. De Inca-heerser Manco Inca belegerde met tienduizenden krijgers het Spaanse garnizoen in Cuzco. 170 conquistadores, gesteund door 1000 Indiaanse hulptroepen, zaten opgesloten in een van de grote Inca-paleizen in Cuzco. De Spaanse cavalerie kon niets uitrichten tegen de Inca-troepen die over de steile hellingen uit Sacsayhuamán afdaalden. De Spaanse commandanten Hernando en Juan Pizarro besloten tot een wanhoopsoffensief tegen het fort. 50 cavaleristen onder leiding van Juan Pizarro braken uit en wisten de vlakte voor de drie terrasvormige, zigzaggende verdedigingswallen voor Sacsayhuamán te bereiken. Bij hun aanvallen op de wallen werden de Spanjaarden bestookt door een regen van stenen, projectielen en pijlen van de hoger geplaatste verdedigers. Hun stalen harnassen gaven hen echter een effectieve bescherming, al raakte Juan Pizarro dodelijk gewond aan het hoofd. De tweede dag slaagden de Spanjaarden erin om de wallen te veroveren, maar de Inca's hadden nog steeds de drie torens en de meeste gebouwen in handen.
De slag om Sacsayhuamán werd beslist door een nachtelijke Spaanse aanval. Met bestormingsladders trokken de conquistadores vanuit Cuzco over de hellingen naar het fort waar ze de drie torens tegelijkertijd bestormden. Ondanks furieus verzet van de Inca's wisten de Spanjaarden over de muren te klimmen. De 3000 verdedigers in het fort werden afgeslacht. De Inca-generaal, die door getuigen uit beide kampen werd geprezen om zijn heldhaftige rol, wierp zijn wapens naar zijn belagers en stortte zich van de grote toren in de afgrond.
Manco Inca belegerde Cuzco nog tien maanden, maar de Spanjaarden kwamen niet meer serieus in gevaar. Toen Spaanse versterkingen arriveerden, zag Manco Inca zich genoodzaakt om zich terug te trekken ten oosten van de Andes, waar hij in Vilcabamba een nieuw bestaan opbouwde.